# Auraiya
Auraiya es una ciudad y municipio situada en el distrito de Auraiya en el estado de Uttar Pradesh (India). Su población es de 87736 habitantes (2011). 

## Demografía
Según el  censo de 2011 la población de Auraiya era de 87736 habitantes, de los cuales el 53% eran hombres y el 47% eran mujeres. Auraiya tiene una tasa media de alfabetización del 87,25%, superior a la media nacional del 74,37%: la alfabetización masculina es del 90,88%, y la alfabetización femenina del 83,23%.